# Ludolf von Alvensleben
Ludolf-Hermann Emmanuel Georg Kurt Werner von Alvensleben, kallad "Bubi", född 17 mars 1901 i Halle an der Saale, död 1 april 1970 i Santa Rosa de Calamuchita, var en tysk SS-Gruppenführer och generallöjtnant i Waffen-SS och polisen. Han var 1938–1941 Heinrich Himmlers chefsadjutant. Efter Operation Barbarossa, Tysklands anfall mot Sovjetunionen i juni 1941, var von Alvensleben SS- och polischef i bland annat Tjernihiv, Simferopol och för Generalbezirk Taurien-Krim.
Ludolf von Alvensleben var kusin till Ludolf Jakob von Alvensleben och har emellanåt förväxlats med denne.

## Biografi
Ludolf von Alvensleben var son till generalmajor Ludolf von Alvensleben (1844–1912) och dennes hustru Antoinette Freiin von Ricou (1870–1950).

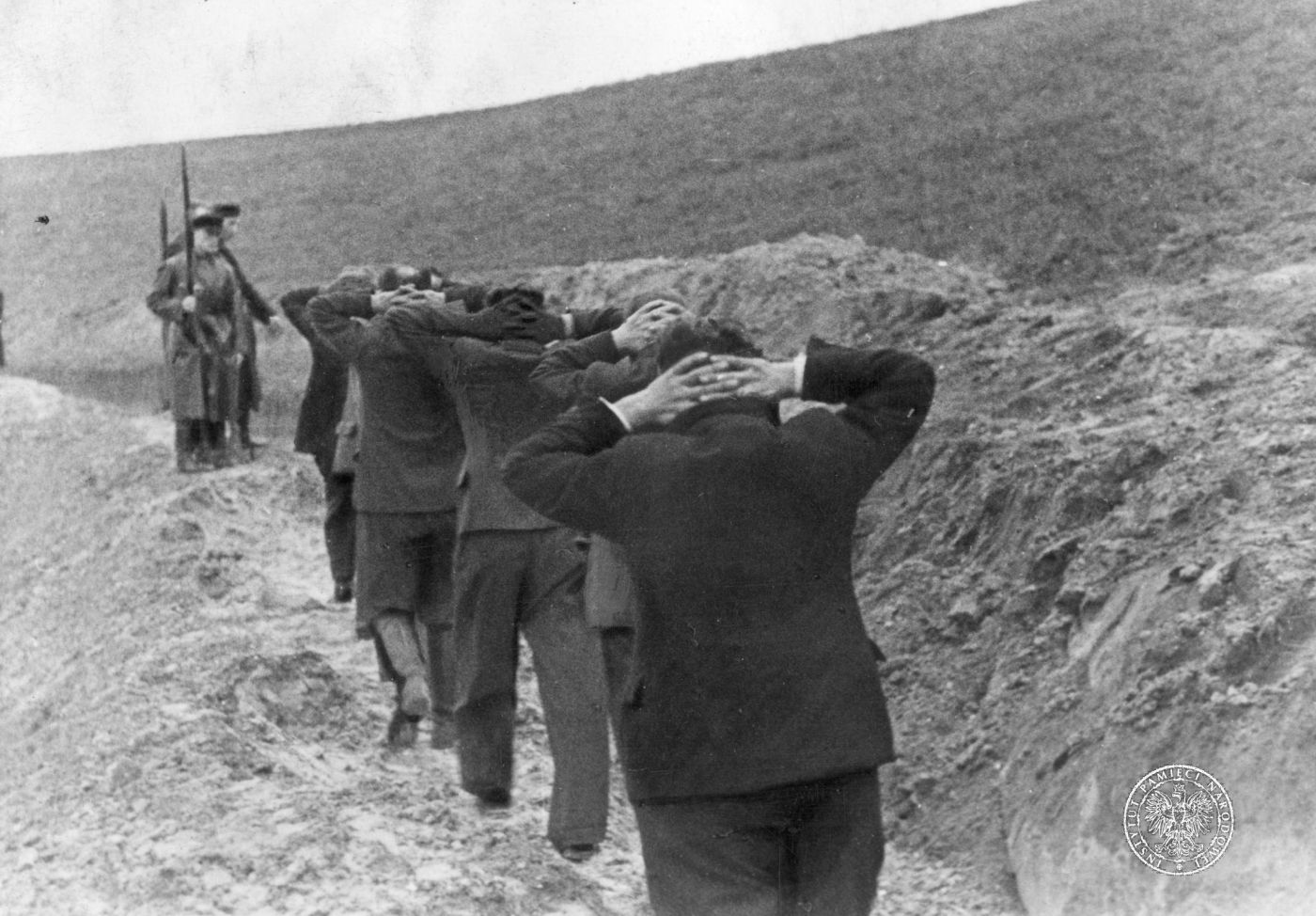
Polska lärare inför sin avrättning i "Dödens dal" i november 1939.

von Alvensleben blev ledamot av tyska riksdagen år 1933 och året därpå befälhavare för 46:e SS-regementet i Dresden. I november 1938 efterträdde han Karl Wolff som Heinrich Himmlers chefsadjutant. Kort efter Tysklands invasion av Polen den 1 september 1939 utsågs von Alvensleben till chef för Volksdeutscher Selbstschutz som organiserade massarkebuseringar i Reichsgau Danzig-Westpreußen. I samband med Aktion AB mördades tusentals polska judar och polacker i bland annat Dolina Śmierci ("Dödens dal") och Piaśnica. Den 5 oktober 1939 hade Volksdeutscher Selbstschutz mördat 4 247 polacker.

### Efter andra världskriget

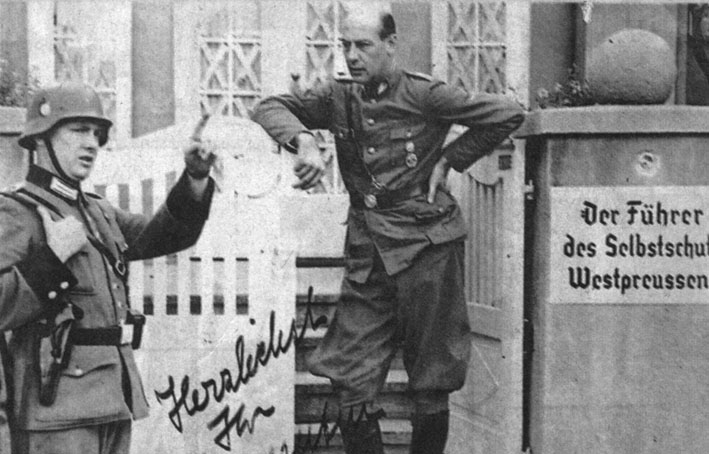
Ludolf von Alvensleben i Bromberg år 1939.

von Alvensleben greps av brittiska trupper i april 1945 och internerades. I slutet av samma år rymde han från ett fångläger i Neuengamme och i början av år 1946 flydde han till Argentina tillsammans med sin familj. År 1952 erhöll von Alvensleben argentinskt medborgarskap och bodde först i Buenos Aires, innan han år 1956 flyttade norrut till den lilla staden Santa Rosa de Calamuchita. År 1964 utfärdade Münchens distriktsdomstol en arresteringsorder, men den kom att visa sig verkningslös. von Alvensleben avled i lungcancer i april 1970.
von Alvenslebens kusin Ludolf Jakob von Alvensleben (1899–1953) var Standartenführer och SS- und Polizeikommandeur (SS- och poliskommendör) i provinsen Friuli-Venezia Giulia.
Ludolf von Alvensleben var sedan 1924 gift med Melitta von Guaita (1905–1991). Paret hade två döttrar (födda 1925 och 1934) och två söner (födda 1942 och 1944).

## Befordringshistorik
Ludolf von Alvenslebens befordringshistorik
- Fahnenjunker: 1918
- SA-Standartenführer: juli 1931; inträde i SA 1929
- SS-Anwärter: 5 april 1934
- SS-Obersturmbannführer i SS: 5 april 1934; övergång från SA till SS 1934
- Unteroffizier der Reserve: 26 juni 1935
- Feldwebel der Reserve: 1936
- SS-Standartenführer: 20 april 1936
- SS-Oberführer: 30 januari 1937
- Leutnant der Reserve: 1 oktober 1937
- SS-Obersturmführer der Reserve der Waffen-SS: 25 april 1940
- SS-Hauptsturmführer der Reserve der Waffen-SS: 23 maj 1940
- SS-Brigadeführer: 7 september 1940 (med verkan från 1 augusti 1940)
- Generalmajor der Polizei: 7 januari 1942 (med verkan från 1 januari 1942)
- SS-Gruppenführer und Generalleutnant der Polizei: 9 november 1943
- Generalleutnant der Waffen-SS: 1 juli 1944

## Utmärkelser
Ludolf von Alvenslebens utmärkelser
- Järnkorset av andra klassen
- Krigsförtjänstkorset av andra klassen med svärd: juni 1940
- Krigsförtjänstkorset av första klassen med svärd: 3 februari 1943 (med effekt från 1 september 1942)
- Krimskölden: 1 juni 1943
- Östfrontsmedaljen
- Anschlussmedaljen (Medaille zur Erinnerung an den 13. März 1938)
- Sudetenlandmedaljen (Medaille zur Erinnerung an den 1. Oktober 1938)
- Memellandmedaljen (Medaille zur Erinnerung an die Heimkehr des Memellandes)
- Danzigkorset av första klassen: 26 november 1939
- NSDAP:s partitecken i guld: 30 januari 1938
- Traditions- und Gau-Abzeichen des Gaues Halle-Merseburg der NSDAP: 12 november 1933
- NSDAP:s tjänsteutmärkelse i brons
- NSDAP:s tjänsteutmärkelse i silver
- Tyska riksidrottsutmärkelsen i silver: 1 december 1937
- SA:s idrottsutmärkelse i brons
- SA:s idrottsutmärkelse i silver
- Tyska ryttarutmärkelsen i brons
- SS Hederssvärd
- SS-Ehrenring (Totenkopfring)
- SS-Zivilabzeichen (-Z.A. nummer 64 820)
- Julleuchter der SS: 16 december 1935
- Hedersärmvinkel (Ehrenwinkel für alte Kämpfer): februari 1934
- Storofficer av Rumänska kronorden med svärd: juli 1943
- Korståg mot kommunism (rumänsk medalj): 22 januari 1943
- Officerskorset av Civilförtjänstorden (Bulgarien): 3 mars 1943